# Grenadiers à cheval de la Maison du Roi
Pour les articles homonymes, voir Grenadiers à cheval.
La compagnie des Grenadiers à cheval est une unité de la Maison militaire du Roi créée par Louis XIV en 1676, principalement pour servir pour les guerres de sièges. C'est donc la seule compagnie de la Maison du Roi qui ne soit pas astreinte à servir à la cour.

## Histoire

### Règne de Louis XIV

#### Création
Au cours du XVIIe siècle, les avancées en matière de poliorcétique, notamment dues à Vauban, et la systématisation des méthodes d'approche de forteresses par les troupes assiégeantes rendent les sièges moins meurtriers. Toutefois, malgré une approche de la ville fortifiée économe en vie humaine, les assauts restent très violents. Pour être efficaces, ils doivent être effectués par quelques centaines de soldats, pour percer les lignes de défense ennemies. Les deux compagnies des mousquetaires du roi sont fréquemment utilisées pour attaquer bastions et demi-lunes. Cependant, plus de quatre-vingt mousquetaires sont tués (dont le célèbre capitaine-lieutenant de la première compagnie, D'Artagnan) au cours du siège de Maastricht. C'est trop pour un corps composé de jeunes seigneurs issus de la fine fleur de la noblesse et qui sert de pépinière d'officiers. De plus, les Gardes du corps, formant le corps le plus prestigieux de la Maison du roi, et cavaliers d'élite, se doivent de participer également aux assauts (mais à pied, comme pour les mousquetaires). Au cours d'un seul assaut à Maastricht, trente Gardes sont tués ou blessés sur la centaine engagés.
Louis XIV crée donc en décembre 1676 une nouvelle compagnie d'élite, les Grenadiers à cheval, pour servir durant les assauts aux côtés des Mousquetaires et des Garde du corps, et réduire ainsi la mortalité dans ces deux unités. La compagnie est ensuite montée dès les premiers mois de 1677, en intégrant des grenadiers d'infanterie.

#### Baptême du feu
Sitôt sur pied, elle effectue son baptême du feu au siège de Valenciennes, et joue un rôle décisif le 17 mars lors de la prise de la ville. Les Grenadiers à cheval attaquent avec tant d'impétuosité qu'ils devancent les autres troupes menant l'assaut avec eux, emportent l'ouvrage défensif qu'ils devaient prendre, et réussissent à gagner le rempart, et de là à abaisser le pont-levis, permettant aux Mousquetaires et au reste de l'armée d'investir la place. La compagnie participe ensuite au siège d'Ypres.

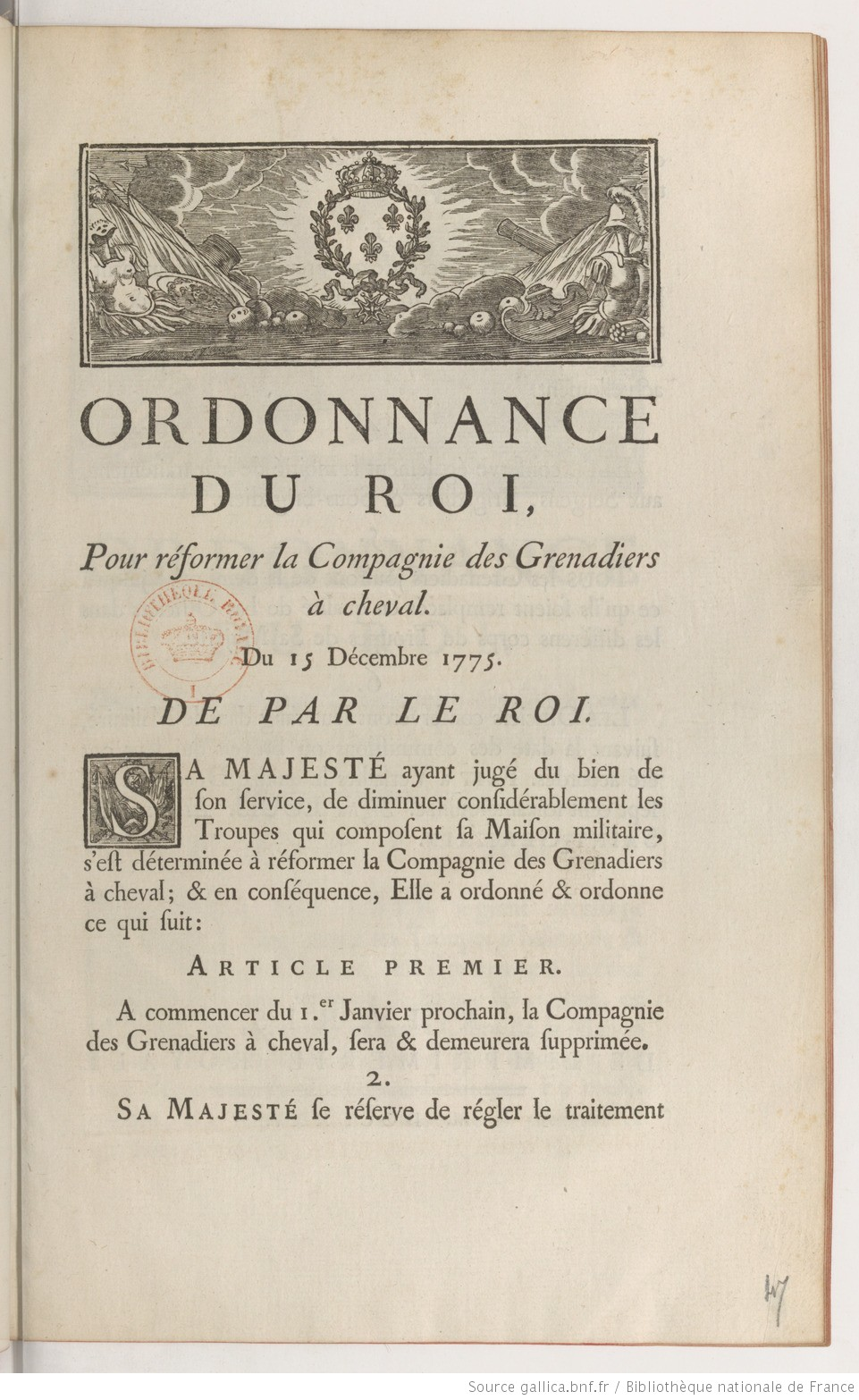
Ordonnance du roi Louis XVI du 15 décembre 1775 réformant la Compagnie des Grenadiers à cheval.

En 1691, les Grenadiers à cheval se distinguent à la bataille de Leuze. En effet, alors qu'ils sont principalement recrutés dans l'infanterie, ils chargent avec succès aux côtés des autres compagnies de la Maison militaire. Ils capturent cinq étendards aux ennemis. En récompense, le roi accorde une augmentation de l'effectif et du nombre d'officiers à la compagnie, mais également un étendard, et par conséquent une charge de porte-étendard. Dépendant administrativement des Garde du corps, ils n'en possédaient pas à leur création.
Cette bataille de Leuze voit toutefois mourir le capitaine-lieutenant de la compagnie, M. de Riotor.

### Règne de Louis XVI
Dès le début de son règne, Louis XVI réduit les troupes de sa Maison militaire, dans un souci d'économie. La compagnie des Grenadiers à cheval est ainsi supprimée le 1er janvier 1776. Les Grenadiers sont mis à demi-solde en attendant d'être replacés dans d'autres troupes.

## Composition
Le roi étant capitaine de la compagnie (comme des deux compagnies de Mousquetaires, et d'autres compagnies de sa Maison militaire), son commandant avait pour titre Capitaine-Lieutenant.

### Encadrement
|                      | 1676 | 1691 | 1725 |
| -------------------- | ---- | ---- | ---- |
| Capitaine-Lieutenant | 1    | 1    | 1    |
| Lieutenants          | 2    | 3    | 3    |
| Sous-Lieutenants     | 2    | 3    | 3    |
| Maréchaux des Logis  | 2    | 3    | 3    |
| Sergents             | 4    | 6    | -    |
| Brigadiers           | 2    | 3    | -    |
| Sous-Brigadiers      | 4    | 6    | -    |

### Effectifs
À sa création, la compagnie est composée de 74 simples Grenadiers, pour un effectif total de 91 maîtres. Cet effectif est ensuite augmenté en temps de guerre et réduit en temps de paix. Il atteint son maximum avec 150 maîtres avec les augmentations d'effectifs accordés par le roi à la bataille de Leuze, la compagnie s'y étant distinguée en capturant cinq étendards. Les effectifs de la compagnie varient ensuite tout au long du XVIIIe siècle, entre 130 et 150 maîtres, au gré des ordonnances royales.

## Insignes et équipement

### Uniforme
À leur création, les Grenadiers à cheval portaient un uniforme très similaire à celui des grenadiers d'infanterie. Seule la couleur rouge de leur habit permettait de les en distinguer. Toutefois, leur habillement s'est spécifié pour devenir un uniforme leur étant propre : un habit bleu avec une doublure et des parements rouges, sur une veste rouge, avec des boutons et une boutonnière argentée. Les grenadiers à cheval portaient par-dessus une bandoulière de buffle galonnée d'argent, et un ceinturon également bordé d'argent. Leur culotte et leurs bas étaient rouges. Enfin, ils portaient un bonnet de drap rouge garni de poils d'ourson noir, surmonté d'une plaque.  

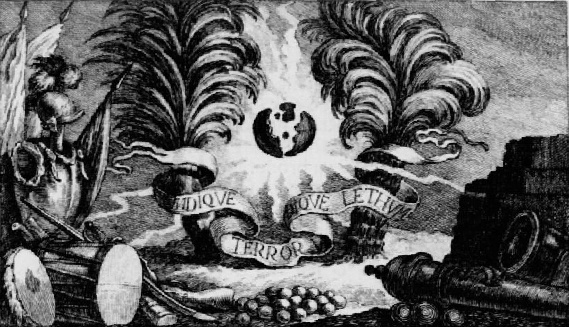
L'étendard des Grenadiers à cheval dans lAbrégé chronologique et historique de Le Pippre de Nœuville.

### Étendard
Un étendard fut accordé à la compagnie en 1691, à la suite de la bataille de Leuze. Il s'agissait une pièce carrée de taffetas blanc, brodée d'or, et représentait une carcasse (projectile de plusieurs dizaines de kilos chargé de grenades et de poix) qui crève en l'air et jette des grenades de feu. Il portait pour inscription la devise de la compagnie « Undique terror, undique lethum », signifiant « Partout la terreur, partout la mort ».

## Liste des Capitaines-Lieutenants
- 1676-1678 : N. Riotor († 1678)
- 1678-1691 : N. Riotor ? († 1691), frère du précédent. Attention, existence douteuse[b] !
- 1691-1730 : François de Riotor [1], Seigneur de Villemur, frère des deux précédents capitaines-lieutenants.
- 1730-1744 : Jean-François de Creil [2] (1675-1753)
- 1744-1759 : Le sieur Bailly de Grille [3]
- 1759-1776 : Le marquis de Lugeac, lieutenant-général [4].